# Andreas Schnider
Andreas Schnider (* 3. Dezember 1959 in Graz) ist ein österreichischer Politiker (ÖVP) und ehemaliger Landesgeschäftsführer der ÖVP Steiermark. Er war von 2002 bis 2010 Mitglied des Bundesrates. Seit Juli 2013 ist er Vorsitzender des Qualitätssicherungsrates für Pädagoginnen- und Pädagogenbildung (QSR) im Auftrag des Bundesministeriums für Bildung und Frauen und des Bundesministeriums für Wissenschaft, Forschung und Wirtschaft.

## Ausbildung
Schnider besuchte von 1966 bis 1970 die Volksschule Sacré-Cœur in Graz und danach von 1970 bis 1978 das Akademische Gymnasium in Graz. Zum Mag. theol. wurde er 1982 an der Karl-Franzens-Universität Graz spondiert. Seine Promotion zum Dr. theol. erfolgte 1985. 1996 habilitierte er sich an der Katholisch-Theologischen Fakultät der Universität Wien. Im Jahr 2013 erfolgte seine Ernennung zum Universitätsprofessor.

## Berufliche Tätigkeit
In der Zeit von 1982 bis 1989 war Schnider als Religionslehrer an verschiedenen Gymnasien in Graz tätig. 1983 bis 1989 war er zudem als Universitätsassistent am Institut für Katechetik und Religionspädagogik an der Karl-Franzens-Universität Graz beschäftigt. Im Jahr 1989 gründete er den Manumedia Schnider Verlag (nunmehr: Dr. Schnider’s e. U.: Beratung, Verlag und Coaching). Schnider ist Autor, Herausgeber und Verleger zahlreicher Bücher. Von 1989 bis 2001 war er Leiter der Abteilung für Allgemeinbildende und Berufsbildende Höhere und mittlere Schulen am Religionspädagogischen Institut der Diözese Graz-Seckau. Von 2001 bis 2010 war Schnider in der Politik.
Seit 2006/2007 ist er als Lebens- und Sozialberater, Unternehmensberater und -organisator und Wirtschaftscoach tätig. Außerdem ist Schnider seit 2006 Professor für das Fach Religionspädagogik und Katechetik sowie für den Hochschullehrgang Religionspädagogik an der Philosophisch-Theologischen Hochschule Papst Benedikt XVI. in Heiligenkreuz. Er ist als Lehrender an verschiedenen tertiären Bildungseinrichtungen tätig. Ab 2009 war er in beratender Funktion für das Bundesministerium für Unterricht, Kunst und Kultur (später BM für Bildung und Frauen) und für das Bundesministerium für Wissenschaft und Forschung (später BM für Wissenschaft, Forschung und Wirtschaft) tätig: In der Zeit von 2010 bis 2011 wurde Schnider von diesen beiden Ministerien zum Vorsitzenden der Vorbereitungsgruppe für die PädagogInnenbildung NEU und in der Zeit von 2011 bis 2013 zum Vorsitzenden des Entwicklungsrates für die PädagogInnenbildung NEU ernannt. In der Folge wurde er 2013 auf fünf Jahre zum Vorsitzenden des Qualitätssicherungsrates für Pädagogen- und Pädagoginnenbildung (QSR) gewählt.

## Politik
Landeshauptfrau a. D. Waltraud Klasnic bestellte Schnider im Januar 2001 zum Landesgeschäftsführer der Steirischen Volkspartei in Graz (bis März 2006). In dieser Funktion trat er nicht nur vehement für die Möglichkeit der „Eheschließung“ zwischen Homosexuellen ein, sondern verlangte für diese auch das Recht der Kindesadoption. Ab 17. Dezember 2002 wurde Schnider zudem Mitglied des Bundesrates im österreichischen Parlament in Wien als Nachfolger von Fritz Grillitsch. Diese Funktion hatte er bis Oktober 2010 inne. Nach der Landtagswahl 2005 wurde Schnider am 25. Oktober 2005 als Abgeordneter zum Steiermärkischen Landtag angelobt, legte sein Landtagsmandat jedoch nach der neuerlichen Wahl zum Bundesrat am 27. Oktober zurück. Außerdem war Schnider Präsident des Österreichischen Akademikerbundes (2010–2012).

## Zertifizierungskommission für Quereinstieg in den Lehrberuf
Schnider ist seit 2022 Leiter der Zertifizierungskommission für Seiteneinsteiger in den Lehrberuf am Bundesministerium für Bildung, Wissenschaft und Forschung. Im ZIB3-Interview sagte er, die Kommission liege bei 25 bis 30 % Ablehnungen der Bewerbungen. Eine internationale Studie der Universitäten Tübingen, Kaiserslautern und Stuttgart zeigt allerdings auch, dass „es mit Anstellungen allein nicht getan ist“.

## Privates
Schnider war mit der Malerin Ingrid Weihs-Schnider (* 1967) verheiratet, die mit ihm den Schnider-Verlag leitete und inzwischen als Psychotherapeutin arbeitet. Er ist Vater dreier Kinder und lebt in Wien und Graz.
Seit 1981 ist er Mitglied der katholischen Studentenverbindung KÖHV Carolina Graz im ÖCV.